# Lucien Febvre
Lucien Febvre (Nancy, 22 de julio de 1878-Saint-Amour, 26 de septiembre de 1956) fue un historiador francés. Centrado en la época moderna, se le recuerda por el papel que jugó en el establecimiento de la Escuela de los Annales que fundó en 1929 con Marc Bloch.

## Biografía
Febvre procedía de una familia de universitarios, en una ciudad como Nancy de solera intelectual. Hizo unos estudios brillantes. Fue influido tempranamente por la obra del geógrafo Vidal de la Blache durante su estancia en la Escuela Normal Superior (1899-1902). Logró su doctorado en historia en 1911 después de defender su tesis Felipe II y el Franco Condado, sobre las relaciones entre economía y sociedad, introduciendo ya el peso de las representaciones mentales, lo cual va a ser su matiz innovador. Poco tiempo después estuvo en la Universidad de Dijon. 
Febvre luchó en la Primera Guerra Mundial, e inició sus actividades en la Universidad de Estrasburgo en 1919, cuando la provincia alsaciana volvió a dominio francés, tras haberla perdido en 1870. Trabajaba allí en 1929, cuando él y Marc Bloch fundaron la publicación Annales d'histoire economique et sociale, alrededor de la cual cristalizó la llamada Escuela de Annales, de enorme importancia en la historiografía del siglo XX. En 1933 Febvre consiguió una cátedra en el Colegio de Francia, desde donde influyó notablemente. 
Publicó numerosos títulos durante los años 1930 e inicios de los 1940, pero la Segunda Guerra Mundial interrumpió su trabajo. La guerra también produjo la muerte violenta de su amigo y colega Marc Bloch por los alemanes, y Febvre se convirtió en el hombre que dirigió la escuela de Annales en el periodo de la posguerra, siendo su mayor discípulo y heredero el historiador Fernand Braudel, padre a su vez de muchos estudiosos posteriores. La heroización reciente de Marc Bloch (por haber sido miembro de la Resistencia y testimonio del hundimiento francés en 1940), ha dejado un poco en un segundo plano a su colega. 
Febvre creó además la sexta sección de la Escuela de Estudios Superiores en Ciencias Sociales en 1947, que ha dado cobijo a varias generaciones de historiadores  destacadas hasta el presente.

## Trayectoria
Cuando Febvre tenía veinte años, en 1898, dominaba en Francia la escuela metódica (de Charles Victor Langlois y Charles Seignobos), que daban al documento un papel fundamental para establecer los hechos y marcar el rumbo objetivo de su disciplina. El declinar de esa corriente va a facilitar el nuevo impulso pluridisciplinar de Lucien Febvre y Marc Bloch, con la ruptura de tabiques entre los geógrafos, economistas, historiadores y sociólogos.
Lucien Febvre escribió una obra de tamaño considerable, que marcó a su generación, como su tesis sobre Philippe II et la Franche-Comté, así como sus grandes libros sobre el siglo XVI; Martin Luther, un destin (1928), o la extensa y muy leída Le problème de l’incroyance au XVIe siècle (1942). También cuentan mucho aún sus libros generales sobre la Historia como disciplina: Combats pour l'histoire (1953), Pour une histoire à part entière (1962). 	
Febvre criticó la llamada «historia historizante» de sus antecesores, que se volcaba en los hechos de los  «grandes» (biografías, fechas, actos diplomáticos, batallas) y se centró en tiempos breves y en los «eventos». Para él era esa una visión desequilibrada que ignoraba movimientos sociales estructurados sobre «tiempos de larga duración», que son parte de la vida humana que sin embargo constituyen una parte esencial de eso que se denominaba positivamente en el siglo XIX como «lo que realmente ha pasado» ("wie es eigentlich gewesen", según decía von Ranke). Hoy nos parece del todo natural esta perspectiva nueva que logró introducirse tras muchos combates.

## Obras
- Philippe II et la Franche-Comté. Étude d'histoire politique, religieuse et sociale, París, Honoré Champion, 1911.
- Notes et documents sur la Réforme et l'Inquisition en Franche-Comté, París, 1911.
- Histoire de la Franche-Comté, París, Boivin, 1912.
- La Terre et l'évolution humaine, París, Albin Michel, « L'évolution de l'Humanité », 1922.
- Un Destin. Martin Luther, París, PUF, 1928. Tr. Martín Lutero, México, FCE, 1975.
- Civilisation. Évolution d'un mot et d'un groupe d'idées, París, Renaissance du livre, 1930.
- Le Rhin. Problèmes d'histoire et d'économie, París, Armand Colin, 1935.
- Encyclopédie française, 11 vols. aparecidos entre 1935 y 1940, director de la edición.
- Le problème de l’incroyance au XVIe siècle. La religion de Rabelais, París, Albin Michel, 1947. Tr.: El problema de la incredulidad en el siglo XVI, México, UTEHA, 1959.
- Origène et Des Périers ou l'énigme du Cymbalum Mundi, París-Ginebra, Droz, 1942.
- Autour de l'Heptaméron. Amour sacré, amour profane, París, Gallimard, 1944.
- Les Classiques de la liberté: Michelet, Lausana, Traits, 1946.
- Combats pour l'histoire, París, Armand Colin, 1952. Tr. Combates por la historia, Altaya, 1999, ISBN 978-84-487-1960-9
- Au cœur religieux du XVIe siècle, París, SEVPEN, 1957. Tr. Erasmo, la Contrarreforma y el espíritu moderno, Orbis, 1985 (artículos de la EHESS, prologados póstumamente por Braudel), ISBN 978-84-270-0071-1.
- L’Apparition du livre, París, 1958, con Henri-Jean Martin.
- Pour une histoire à part entière, París, SEVPEN, 1962.
- Europa, la génesis de una civilización, Crítica, 2001, ISBN 978-84-8432-252-8.